# Gigantochloa felix
Gigantochloa felix är en gräsart som först beskrevs av Yi Li Keng, och fick sitt nu gällande namn av Keng f. Gigantochloa felix ingår i släktet Gigantochloa och familjen gräs. Inga underarter finns listade i Catalogue of Life.